# Gäddtjärnen (Arvidsjaurs socken, Lappland, 725224-165362)
Gäddtjärnen är en sjö i Arvidsjaurs kommun i Lappland och ingår i Skellefteälvens huvudavrinningsområde.